# Tweede Kamerverkiezingen 1888

Overzicht naar district

De Tweede Kamerverkiezingen 1888 waren algemene Nederlandse verkiezingen voor de Tweede Kamer der Staten-Generaal. Zij vonden plaats op 6 maart 1888.
Nederland was verdeeld in 84 kiesdistricten, waarin 100 leden van de Tweede Kamer gekozen werden. Een kiezer bracht evenveel stemmen uit als er afgevaardigden in zijn kiesdistrict gekozen werden. Om gekozen te worden moest een kandidaat minimaal de districtskiesdrempel behalen.
De verkiezingen werden gehouden voor alle 100 zetels als gevolg van de ontbinding van de Tweede Kamer op 27 maart 1888. In 1887 waren er verkiezingen geweest voor beide Kamers van de Staten-Generaal in verband met het aannemen van een wijziging van de Grondwet. Bij die wijziging was ook de regeling van het kiesrecht betrokken en was het aantal leden van de Tweede Kamer op 100 gebracht. Nadat de grondwetswijziging in 1887 in tweede lezing in de Tweede Kamer en de Eerste Kamer was aangenomen, werd de Tweede Kamer wederom ontbonden om verkiezingen volgens de nieuwe regeling mogelijk te maken.
In 25 kiesdistricten was een tweede verkiezingsronde benodigd tussen de twee hoogstgeplaatste (niet-direct gekozen) kandidaten uit de eerste ronde vanwege het niet-behalen van de absolute meerderheid. Deze tweede ronde vond plaats op 20 maart 1888.

## Uitslag

### Opkomst
|                  | 1887    | 1887      | 1888    | 1888  |
| # stemmen        | %       | # stemmen | %       |       |
| ---------------- | ------- | --------- | ------- | ----- |
| Kiesgerechtigden | 134.987 |           | 292.339 |       |
| Niet opgekomen   | 60.556  | 44,86     | 53.554  | 18,32 |
| Opkomst          | 74.431  | 55,14     | 238.785 | 81,68 |

### Verkiezingsuitslag
| Partij/groepering          | 1887   | 1888   | +/− |
| Partij/groepering          | zetels | zetels | +/− |
| -------------------------- | ------ | ------ | --- |
| Liberale Unie              | 47     | 45     | −2  |
| Anti-Revolutionaire Partij | 20     | 27     | +7  |
| bahlmannianen              | 12     | 18     | +6  |
| schaepmannianen            | 7      | 8      | +1  |
| Sociaal-Democratische Bond | -      | 1      | +1  |
| conservatieven             | -      | 1      | +1  |
| totaal                     | 86     | 100    | +14 |

### Gekozen leden
Bij deze verkiezingen werden 66 leden herkozen, waarvan vier hun benoeming niet aanvaardden vanwege hun toetreding tot het na de verkiezingen gevormde kabinet-Mackay. Twaalf leden hadden aangegeven niet herkiesbaar te zijn, terwijl acht aftredende leden verslagen werden.
Onderstaand volgen enkele bijzonderheden:
- in het kiesdistrict Alkmaar versloeg Willem van der Kaay (34,5%, LU) Isaäc Levy (22,1%, LU)[7];

- in het kiesdistrict Amersfoort was in eerste instantie Titus van Asch van Wijck (ARP) gekozen. Hij was echter tevens gekozen in het kiesdistrict Kampen[8] waaraan hij de voorkeur gaf. Om in de ontstane vacature te voorzien werd in Amersfoort op 27 maart 1888 een naverkiezing gehouden waarbij Æneas Mackay (ARP) gekozen werd. Mackay besloot echter zijn benoeming niet te aanvaarden vanwege zijn toetreding op 21 april 1888 tot het kabinet-Mackay. Om in de ontstane vacature te voorzien werd in Amersfoort wederom een naverkiezing gehouden waarbij Jan Schimmelpenninck van der Oye (ARP) gekozen werd[9];

- in het kiesdistrict Bergum versloeg Okke Bosgra (50,4%, ARP) het aftredende lid Egbert Kielstra (45,1%, LU)[10];

- in het kiesdistrict Breda was in eerste instantie Herman Schaepman (schaepmannianen) gekozen. Hij was echter tevens gekozen in het kiesdistrict Wijk bij Duurstede[8] waaraan hij de voorkeur gaf. Om in de ontstane vacature te voorzien werd in Breda een naverkiezing gehouden waarbij Louis Michiels van Verduynen (bahlmannianen) gekozen werd;

- in het kiesdistrict Druten was in eerste instantie Frederic Reekers (schaepmannianen) gekozen. Hij was echter tevens gekozen in het kiesdistrict Haarlemmermeer[8] waaraan hij de voorkeur gaf. Om in de ontstane vacature te voorzien werd in Druten een naverkiezing gehouden waarbij Jacobus Travaglino (bahlmannianen) gekozen werd;

- in het kiesdistrict Ede was in eerste instantie Levinus Keuchenius (ARP) gekozen. Hij besloot echter zijn benoeming niet te aanvaarden vanwege zijn toetreding tot het kabinet-Mackay. Om in de ontstane vacature te voorzien werd in Ede een naverkiezing gehouden waarbij Constant van Löben Sels (ARP) gekozen werd;

- in het kiesdistrict Gouda was in eerste instantie Karel Godin de Beaufort (ARP) gekozen. Hij besloot echter zijn benoeming niet te aanvaarden vanwege zijn toetreding tot het kabinet-Mackay. Om in de ontstane vacature te voorzien werd in Gouda een naverkiezing gehouden waarbij Otto van Wassenaer van Catwijck (ARP) gekozen werd;

- in het kiesdistrict 's-Gravenhage versloeg Lodewijk van Kempen (52,3%, ARP) het aftredende lid Henri van der Goes van Dirxland (48,1%, LU);

- in het kiesdistrict Maastricht was in eerste instantie Gustave Ruijs van Beerenbroek (bahlmannianen) gekozen. Hij besloot echter zijn benoeming niet te aanvaarden vanwege zijn toetreding tot het kabinet-Mackay. Om in de ontstane vacature te voorzien werd in Maastricht een naverkiezing gehouden waarbij Jan Schreinemacher (bahlmannianen) gekozen werd;

- in het kiesdistrict Middelburg versloeg Christiaan Lucasse (51,1%, ARP) het aftredende lid Arie Smit (48,8%, LU);

- in het kiesdistrict Ommen was in eerste instantie Alexander van Dedem (ARP) gekozen. Hij was echter tevens gekozen in het kiesdistrict Zwolle[8] waaraan hij de voorkeur gaf. Om in de ontstane vacature te voorzien werd in Ommen een naverkiezing gehouden waarbij Jan van Alphen (ARP) gekozen werd[11];

- in het kiesdistrict Sneek versloeg Walle Oppedijk (63,0%, ARP) het aftredende lid Age Buma (35,5%, LU). Hij was echter tevens gekozen in het kiesdistrict Harlingen[8] waaraan hij de voorkeur gaf. Om in de ontstane vacature te voorzien werd in Sneek een naverkiezing gehouden waarbij Willem Gerard Brantsen van de Zijp (ARP) gekozen werd;

- in het kiesdistrict Steenwijk was in eerste instantie Ulrich Huber (ARP) gekozen. Hij was echter tevens gekozen in het kiesdistrict Dokkum[8] waaraan hij de voorkeur gaf. Om in de ontstane vacature te voorzien werd in Steenwijk een naverkiezing gehouden waarbij Gerard Beelaerts van Blokland (ARP) gekozen werd;

- in het kiesdistrict Wolvega versloeg Ruurd Okma (52,3%, ARP) het aftredende lid Pieter van Diggelen (47,7%, LU)[12];

- in het kiesdistrict Zevenbergen versloeg Joannes van Nunen (60,3%, bahlmannianen) het aftredende lid Allard van der Borch van Verwolde (27,8%, ARP);

- in het kiesdistrict Zutphen versloeg Derck Engelberts (53,7%, ARP) het aftredende lid Sebastiaan de Ranitz (45,9%, LU).

De zittingsperiode van de Tweede Kamer ging in op 1 mei 1888 en eindigde op 14 september 1891. De zittingstermijn van Tweede Kamerleden bedroeg vier jaar.

## Formatie
Gezien de door de confessionele partijen behaalde meerderheid lag het voor de hand dat er een kabinet met een christelijke signatuur zou komen. Aan de rechterzijde was de ARP de grootste groepering. Haar voorman, Abraham Kuyper, had zich echter niet verkiesbaar gesteld. Dat gaf koning Willem III de gelegenheid een andere ARP-man, Æneas Mackay, tot formateur te benoemen. Het kabinet-Mackay trad aan op 21 april 1888; het bestond uit 4 anti-revolutionairen, 2 katholieken en 2 conservatieven.